# Фель (Німеччина)
Фель (нім. Vöhl) — громада в Німеччині, знаходиться в землі Гессен. Підпорядковується адміністративному округу Кассель. Входить до складу району Вальдек-Франкенберг.
Площа — 98,81 км2. Населення становить 5468 ос. (станом на 31 грудня 2020).

## Географія
Центр громади розташований приблизно за 40 км від міста Кассель, в північній частині природного парку Келлервальд-Едерзее на пагорбах на північ від Едерзее. Муніципальна територія розташована по обидва боки водосховища на його західному кінці.

### Сусідні муніципалітети
На півночі Фель межує з містом Корбах, на сході - з містом Вальдек і муніципалітетом Едерталь, на півдні - з містами Франкенау і Франкенберг, на заході - з містом Ліхтенфельс (всі в окрузі Вальдек-Франкенберг).

### Адміністративний поділ
Громада  складається з 15 районів:
- Азель
- Басдорф
- Бухенберг
- Дорфіттер
- Едербрінггаузен
- Гарбсгаузен
- Герцгаузен
- Кірхлотгайм
- Марінгаген
- Нідерорке
- Обернбург
- Оберорке
- Шміттлотгайм
- Таліттер
- Фель (місцезнаходження муніципальної адміністрації)

### Водойми
До водних об'єктів на території муніципалітету Фель належать

#### Проточні води:
- Азельбах (притока Едер/Едерзее; між Азелем та Азель-Зюдом)
- Едер (притока Едерзее/Фульда; біля Герцгаузена)
- Ітер (притока Едеру/Едерзее; поблизу Герцгаузена)
- Лорфе (Лорфебах; притока Едеру; біля Шмітлотхайму)
- Орке (притока Едеру; поблизу Едербрінгхаузена)
- Зассельбах (притока Орке; поблизу Едербрінгхаузена)

#### Водойми:
- Едерзее (водосховище на Едері)
- Озеро біля Кірхлотхайму (колишнє озеро для видобутку гравію; зараз озеро для купання)

## Галерея

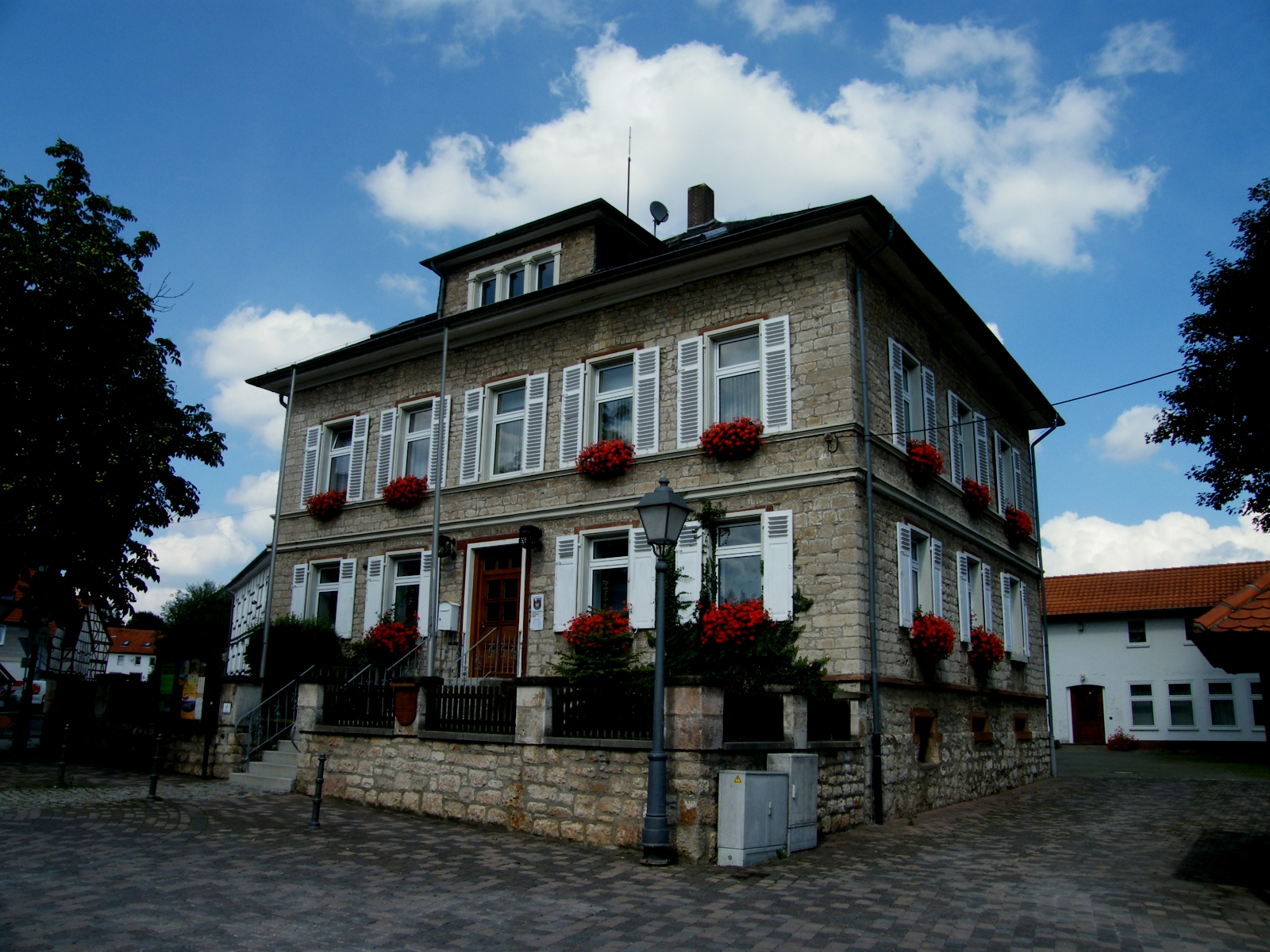
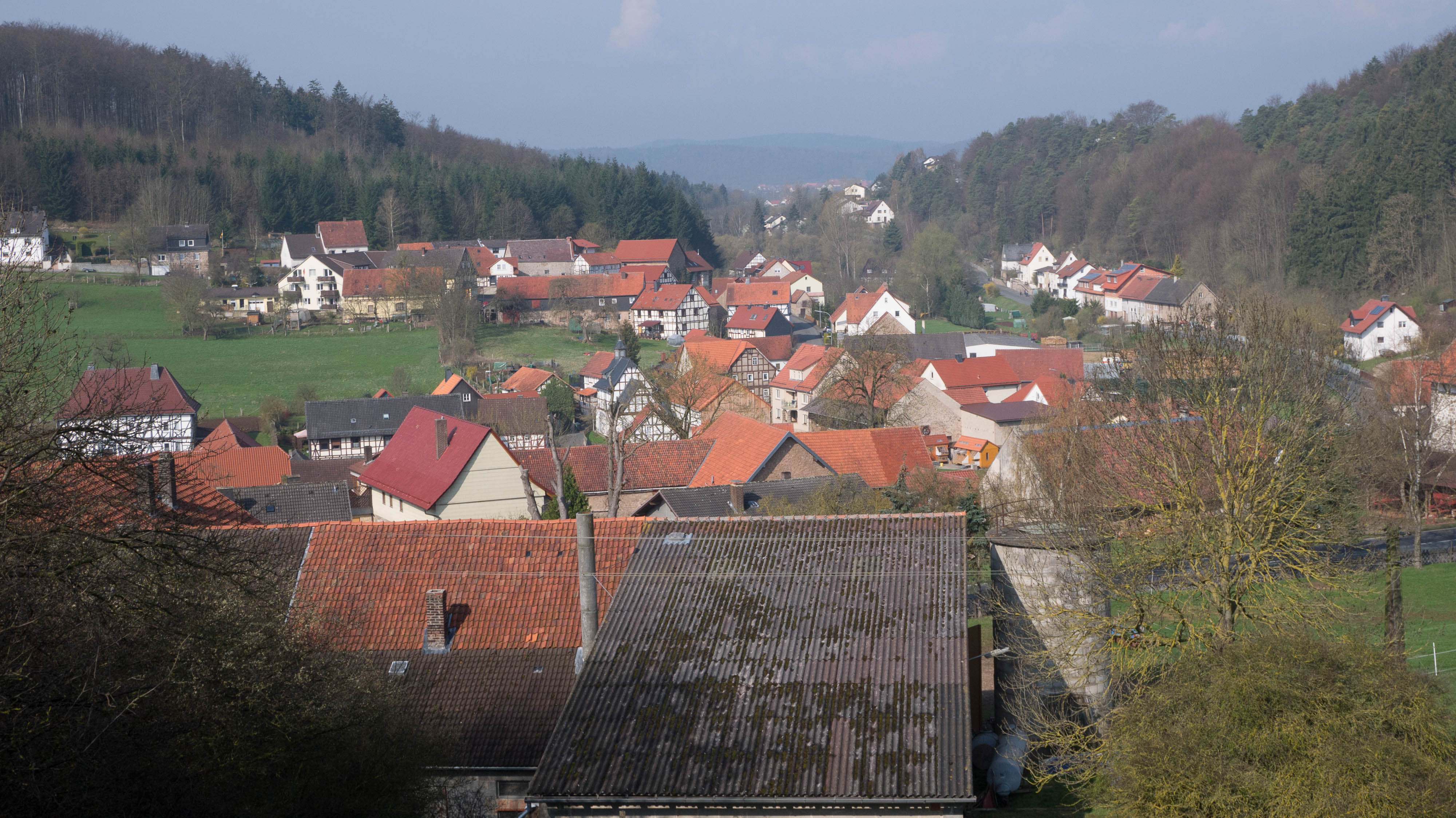
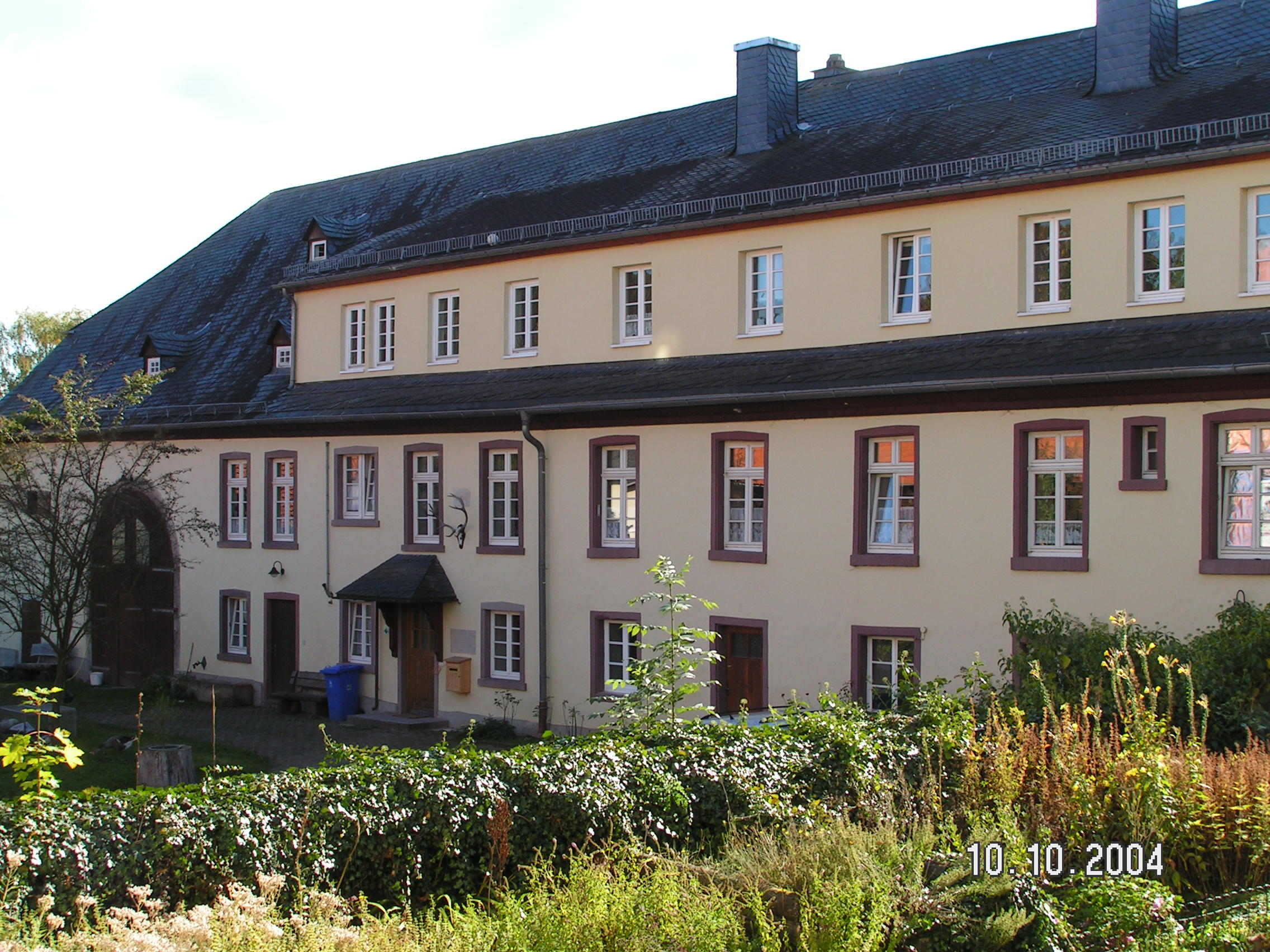
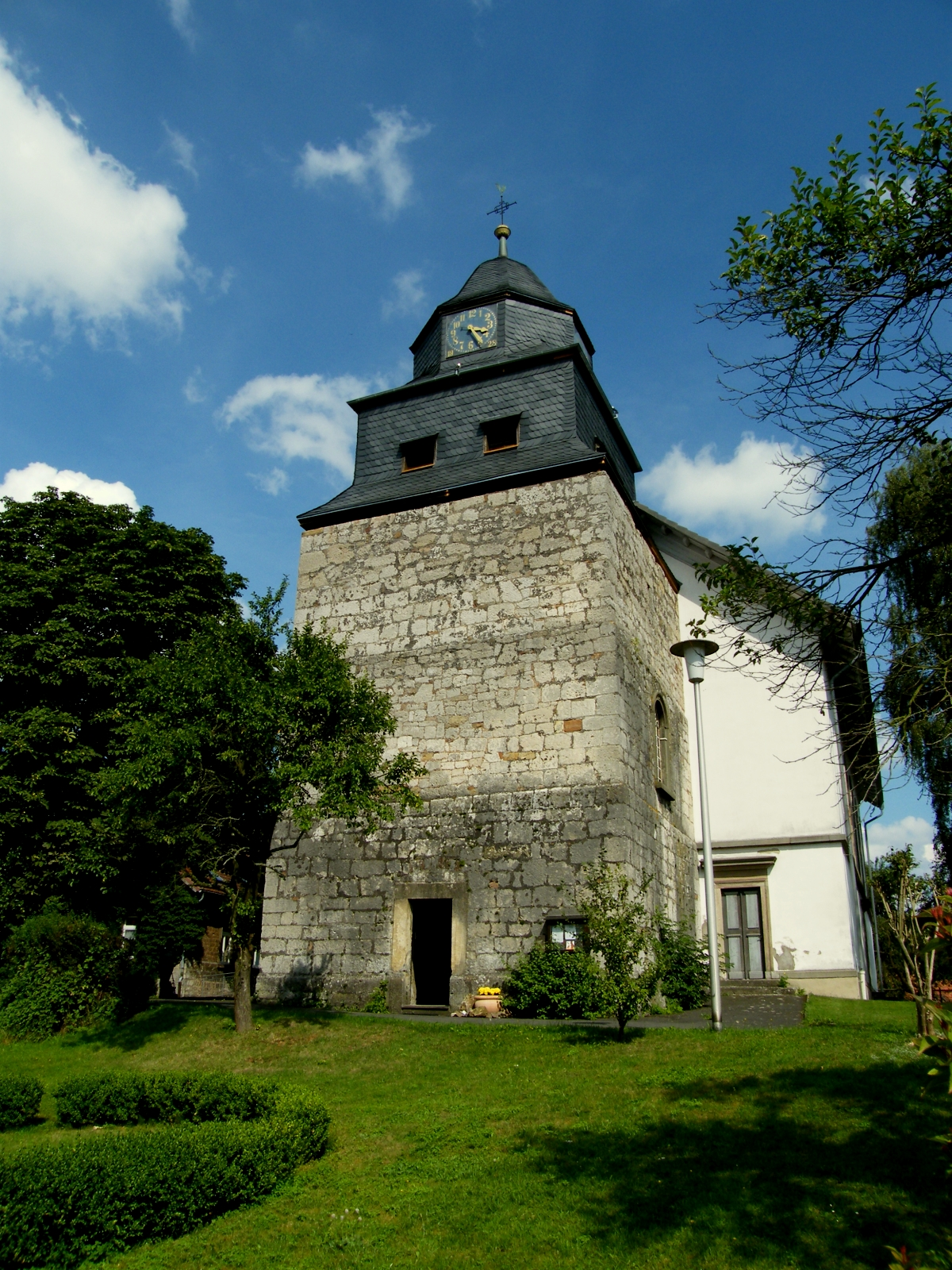
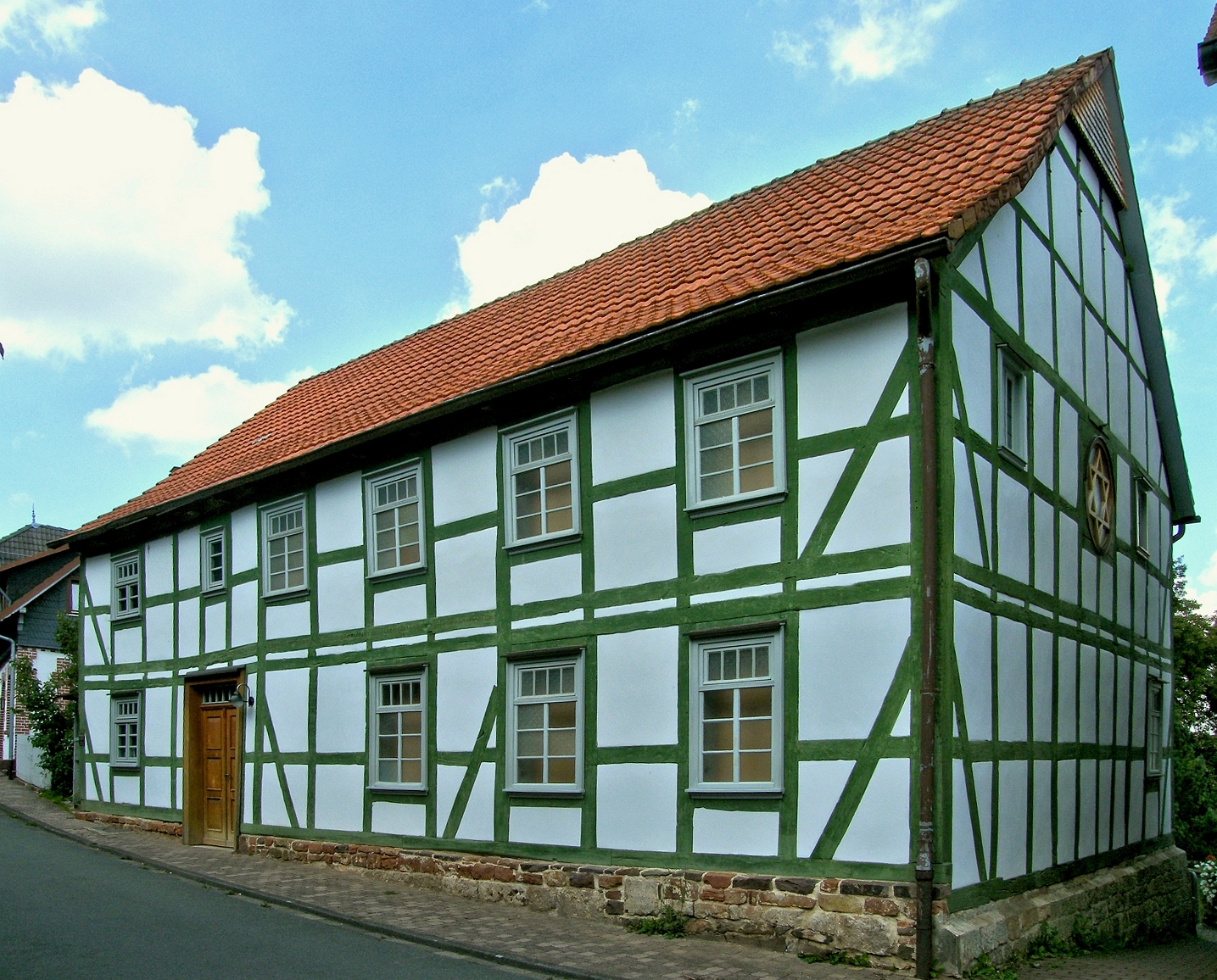